# ITunes Live from SoHo (Адел)
iTunes Live from SoHo је ЕП енглеске кантауторке Адел, пуштен у продају 3. фебруара 2009. године у САД. Овом ЕПу је на Билбордовој листи 200 најбољи пласман био 105. место. Снимљен је у продукцији XL-Recordings.